# كوتس (كارولاينا الشمالية)
كوتس (بالإنجليزية: Coats, North Carolina)‏ هي بلدة أمريكية تقع في الولايات المتحدة في مقاطعة هارنيت، كارولاينا الشمالية. يقدر عدد سكانها بـ 2,112 نسمة ومساحتها 3.6 كم2 و وترتفع عن سطح البحر 94 متر.

## التركيبة السكانية
حدّد مكتب تعداد الولايات المتحدة بيانات التركيبة السكانية لكوتس في تعداد الولايات المتحدة. في ما يلي، التركيبة السكانية حسب تعدادي 2000 و2010.

### تعداد عام 2000
بلغ عدد سكان كوتس 1,845 نسمة بحسب تعداد عام 2000، وبلغ عدد الأسر 755 أسرة وعدد العائلات 471 عائلة مقيمة في البلدة. في حين سجلت الكثافة السكانية 504.1 نسمة لكل كيلومتر مربع (1,305.6/ميل2). وبلغ عدد الوحدات السكنية 844 وحدة بمتوسط كثافة قدره 230.6 لكل كيلومتر مربع (597.3/ميل2).
وتوزع التركيب العرقي للبلدة بنسبة 80.22% من البيض و12.63% من الأمريكيين الأفارقة و0.27% من الأمريكيين الأصليين و0.65% من الأمريكيين ذوي الأصول الآسيوية و0.05% من سكان جزر المحيط الهادئ و5.04% من الأعراق الأخرى و1.14% من عرقين مختلطين أو أكثر و11.87% من الهسبانيون أو اللاتينيون من أي عرق.
بلغ عدد الأسر 755 أسرة كانت نسبة 32.3% منها لديها أطفال تحت سن الثامنة عشر تعيش معهم، وبلغت نسبة الأزواج القاطنين مع بعضهم البعض 46.8% من أصل المجموع الكلي للأسر، ونسبة 11% من الأسر كان لديها معيلات من الإناث دون وجود شريك،  بينما كانت نسبة 4.6% من الأسر لديها معيلون من الذكور دون وجود شريكة وكانت نسبة 37.6% من غير العائلات. تألفت نسبة 29.7% من أصل جميع الأسر من عدة أفراد يعيشون في نفس المنزل ونسبة 11.1% كانت تتألف من شخص يعيش بمفرده يبلغ من العمر 65 عاماً أو أكثر. وبلغ متوسط حجم الأسرة المعيشية 2.44، أما متوسط حجم العائلات فبلغ 2.99.
بلغ العمر الوسطي للسكان 32.0 عاماً. وكانت نسبة 23.1% من القاطنين تحت سن الثامنة عشر، وكانت نسبة 13.4% بين الثامنة عشر والرابعة والعشرين عاماً، ونسبة 32.5% كانت واقعةً في الفئة العمرية ما بين الخامسة والعشرين والرابعة والأربعين عاماً، ونسبة 18.1% كانت ما بين الخامسة والأربعين والرابعة والستين، ونسبة 12.6% كانت ضمن فئة الخامسة والستين عاماً فما فوق. يوجد لكل 100 أنثى 94.6 ذكر، ويوجد لكل 100 أنثى في الثامنة عشر من عمرها فما فوق 95.6 ذكر.
بلغ متوسط دخل الأسرة في البلدة 26,023 دولارًا، أما متوسط دخل العائلة فبلغ 43,274 دولارًا. وكان متوسط دخل الذكور 25,296 دولارًا مقابل 23,203 دولارًا للإناث. وسجل دخل الفرد الخاص بالبلدة 16,468 دولارًا. وكانت نسبة 12.1% من العائلات ونسبة 21.1% من السكان تحت خط الفقر، وكان من هؤلاء نسبة 19.3% تحت سن الثامنة عشر ونسبة 25.6% في الخامسة والستين من العمر وما فوق.

### تعداد عام 2010
بلغ عدد سكان كوتس 2,112 نسمة بحسب تعداد عام 2010، وبلغ عدد الأسر 836 أسرة وعدد العائلات 535 عائلة مقيمة في البلدة. في حين سجلت الكثافة السكانية 577 نسمة لكل كيلومتر مربع (1,494.4/ميل2). وبلغ عدد الوحدات السكنية 935 وحدة بمتوسط كثافة قدره 255.5 لكل كيلومتر مربع (661.7/ميل2).
وتوزع التركيب العرقي للبلدة بنسبة 72.30% من البيض و12.17% من الأمريكيين الأفارقة و0.95% من الأمريكيين الأصليين و0.24% من الأمريكيين ذوي الأصول الآسيوية و11.46% من الأعراق الأخرى و2.89% من عرقين مختلطين أو أكثر و16.38% من الهسبانيون أو اللاتينيون من أي عرق.
بلغ عدد الأسر 836 أسرة كانت نسبة 34.6% منها لديها أطفال تحت سن الثامنة عشر تعيش معهم، وبلغت نسبة الأزواج القاطنين مع بعضهم البعض 43.3% من أصل المجموع الكلي للأسر، ونسبة 13% من الأسر كان لديها معيلات من الإناث دون وجود شريك،  بينما كانت نسبة 7.7% من الأسر لديها معيلون من الذكور دون وجود شريكة وكانت نسبة 36% من غير العائلات. تألفت نسبة 28.9% من أصل جميع الأسر من عدة أفراد يعيشون في نفس المنزل ونسبة 11.6% كانت تتألف من شخص يعيش بمفرده يبلغ من العمر 65 عاماً أو أكثر. وبلغ متوسط حجم الأسرة المعيشية 2.52، أما متوسط حجم العائلات فبلغ 3.13.
بلغ العمر الوسطي للسكان 34.2 عاماً. وكانت نسبة 24.6% من القاطنين تحت سن الثامنة عشر، وكانت نسبة 10.9% بين الثامنة عشر والرابعة والعشرين عاماً، ونسبة 29.3% كانت واقعةً في الفئة العمرية ما بين الخامسة والعشرين والرابعة والأربعين عاماً، ونسبة 22.5% كانت ما بين الخامسة والأربعين والرابعة والستين، ونسبة 12.7% كانت ضمن فئة الخامسة والستين عاماً فما فوق. وتوزع التركيب الجنسي للسكان بنسبة 50% ذكور و50% إناث.